# Manchester
Manchester je grad u Velikoj Britaniji (437,000 stanovnika 2004.)
Nalazi se na povoljnom položaju. Središte je prostrane naseljene zone, a u njegovoj blizini nalazišta ugljena i obilje vode. Osim toga, dobro je prometno povezan (ima i izlaz na Irsko more plovnim kanalom). Izniman razvoj ovoga grada, koji je povijesno povezan sa stvaranjem pamučne industrije, danas počiva na tercijarnim djelatnostima. Većina stanovništva danas je zaposlena u trgovačkim, novčarskim, tehničkim i upravnim djelatnostima

## Sport
Najpoznatiji sport u Manchesteru je nogomet. Dva najsupješnija gradska nogometna kluba su Manchester City i Manchester United, a ostali poznatiji klubovi su Rochdale A.F.C., Wigan Athletic i Bolton Wanderes.

## Gradovi prijatelji
- Amsterdam, Nizozemska
- Bilwi, Nikaragva
- Karl Marx Stadt, DDR, sada Chemnitz, Njemačka
- Córdoba, Španjolska
- Faisalabad, Pakistan
- Los Angeles, SAD
- Rehovot, Izrael
- Sankt-Peterburg, Rusija
- Wuhan, Kina
- Melbourne, Australija

Iako nije službeno grad partner Tampere, u Finskoj je poznat kao "Manchester Finske".